# Kang Eun-gyo
Kang Eun-gyo (en coreano:강은교; Hongwon, 13 de diciembre de 1945) es una poetisa coreana y profesora emérita de la Universidad Dong-a.

## Biografía
Kang Eun-gyo nació el 13 de diciembre de 1945 en Hongwon, Hamgyeong del Sur, Corea del Norte. Creció en Seúl y se graduó y doctoró en Literatura inglesa por la Universidad Yonsei. Debutó en 1968 con la publicación de Noche de peregrinos (Sullyejaui bam), lo que le valió el Premio al Escritor Novel patrocinado por el periódico Sasanggye. Fue miembro del grupo que publicó Los setenta (Chilsimnyeondae) junto con Kim Hyeong-yeong, Yoon Sang-gyu, Lim Jeong-nam y Jung Hui-seong. Actualmente es profesora de literatura coreana en la Universidad Dong-a. Escribió las colecciones de poesía Casa de la nada (Heomujip), Diario de un indigente (Binjailgi), La casa de los ruidos (Sorijib), El río rojo (Bulgeun gang), La canción del viento (Baram norae), La canción de la tristeza (Seulpeun norae) y La carta en la pared (Byeoksogui pyeonji). También ganó el Premio de Escritores Coreanos y el Premio de Literatura Contemporánea.

## Obra
En sus primeros años usó el nihilismo como punto de partida para esbozar un futuro de pensamiento libre y de igualdad entre las personas. En respuesta a las violaciones de los derechos humanos y las libertades fundamentales por parte del gobierno a finales de la década de 1960, la poetisa luchó para encontrar un camino diferente al de la opresión y la persecución. Sus obras muestran esperanza y a la vez desesperación por la situación social y política de aquel entonces. Esto hizo que fuera relacionada con el movimiento de "poesía del pueblo".
Kang Eun-gyo también pertenecía al grupo de los poetas líricos (en contraste con los ontológicos) como Heu Young-ja, Chung Jin-kyu, Lee Keun-bae, Kim Huran, Oh Tak-bon, Yoo An-jin, Park E-dou, Ra Tae-joo, Lee Soo-ik, Song Soo-kwon, Oh Sae-young, Lee Geon-cheong, Kim Jong-hae, Shin Dalja, Lim Young-jo, Lee Sung-sun, Moon Chung-hee, Kim Hyeong-young, Cho Jeong-kwon, Hong Shin-seon, Sin Dae-chul, Kim Jong-hae, Kim Jong-chul, Lee Garim, Kim Seung-hee, Lee Jun-gwan, Lee kee-chul, Cho Chang-whan y Yoon Suk-san
Su poema Brizna de pasto demuestra interés y afecto por las fuerzas de la vida que dan forma a las comunidades y anulan las maquinaciones humanas, incluidas las de los gobiernos. Sus obras posteriores, menos oscuras y trágicas, contienen optimismo por el futuro, pero aun siguen siendo conscientes de los problemas de las condiciones sociales de la época. En Levántate, pasto, uno de sus poemas más famosos, usa la vitalidad y resistencia del pasto como metáfora de la poderosa voluntad vital que existe en la humanidad. En Hoy también te espero (Oneuldo neoreul gidarinda), el ordinario y corriente "tú" toma un nuevo significado y se convierte en una entidad que brilla por sí misma. Sus obras posteriores, con una conmovedora atención a la gloria de vivir y una ferviente búsqueda del significado de la vida, sitúan a Kang Eun-gyo en la escuela poética conocida como "poesía del pueblo". Pero al igual que sus primeros trabajos cambiaron la escuela de pensamiento nihilista, su poesía posterior también cambió los estándares de la escuela de "poesía del pueblo". Aunque la mayor parte de la "poesía del pueblo" ha sido criticada por ofrecer perspectivas simplistas y normativas de la realidad social, la poesía de Kang Eun-gyo ha alcanzado un notable equilibrio entre lo tangible y lo abstracto, lo real y lo ideal.

## Premios
- 2011 Premio Yousim de literatura - Poetry[7]
- 2006 Premio Cheong Chi-yong de literatura
- Premio de excelencia poética Sowol
- 1992 Premio de literatura contemporánea (Hyundae Munhak)
- 1975 Premio de escritores coreanos
- 1968 Premio literario Sasanggye de escritores noveles

## Obras en coreano
Poesía
- Casa de la nada (Heomujip 1971)
- Diario de un indigente (Binjailgi 1977)
- La casa del ruido (Sorijib 1982)
- La canción del viento (Baram norae 1987)
- Hoy también te espero (Oneuldo neoreul gidarinda 1989)
- La carta en la pared (Byeoksogui pyeonji 1992)
- Un día en una estrella (Eoneu byeoleseo ui haru 1996)
- Viene andando una lámpara (Deungbul hanaga geoleo-onda 1999)
- El tiempo pasa con una estrella plateada en su bolsillo (Siganeun jumeoni-e eunbit byeol hana neot-go danyeotda 2002)
- El amor de la araña verde (Chorok geomi-ui sarang 2006)
- La canción de la tristeza (Seulpeun norae)

Antologías
- Brizna de pasto (Pullip 1974)
- Río rojo (Bulgeun gang 1984)
- En agua nos convertiremos (Uri-ga mul-i doe-eo 1986)
- Eres un río profundo (Geudae-neun gip-eun gang 1991)

Prosa
- A través de la red (Geumul sai-ro 1975)
- Mis memorias (Chueokje 1975)
- Niños de ciudad (Dosi-ui ai-deul 1977)
- Si nos encontramos convertidos en agua (Uri-ga mul-i doe-eo mannatda-myeon 1980)
- Quien despertará de nuevo como brizna de pasto (Nu-ga pullip-euro dasi nuntteurya 1984)
- Durmiéndose sin poder dormirse de verdad (Jamdeulmyeonseo cham-euro jamdeulji mot hamyeonseo 1993)
- El cuaderno vacío (Heomu sucheop 1996